# Evangelisches Bethaus Obertraun
Das Evangelische Bethaus Obertraun in der oberösterreichischen Gemeinde Obertraun im Salzkammergut ist kirchenrechtlich eine Predigtstation, das entspricht in etwa einer Filialkirche. Das Bethaus ist in den Pfarrsprengel der Evangelischen Pfarrkirche Hallstatt integriert. Die Pfarrgemeinde Hallstatt–Obertraun der Evangelischen Kirche A.B. in Österreich gehört zur Evangelischen Superintendentur Oberösterreich. Der Sakralbau steht mit der Bezeichnung Evangelisches Schul- und Bethaus unter Denkmalschutz (Listeneintrag).

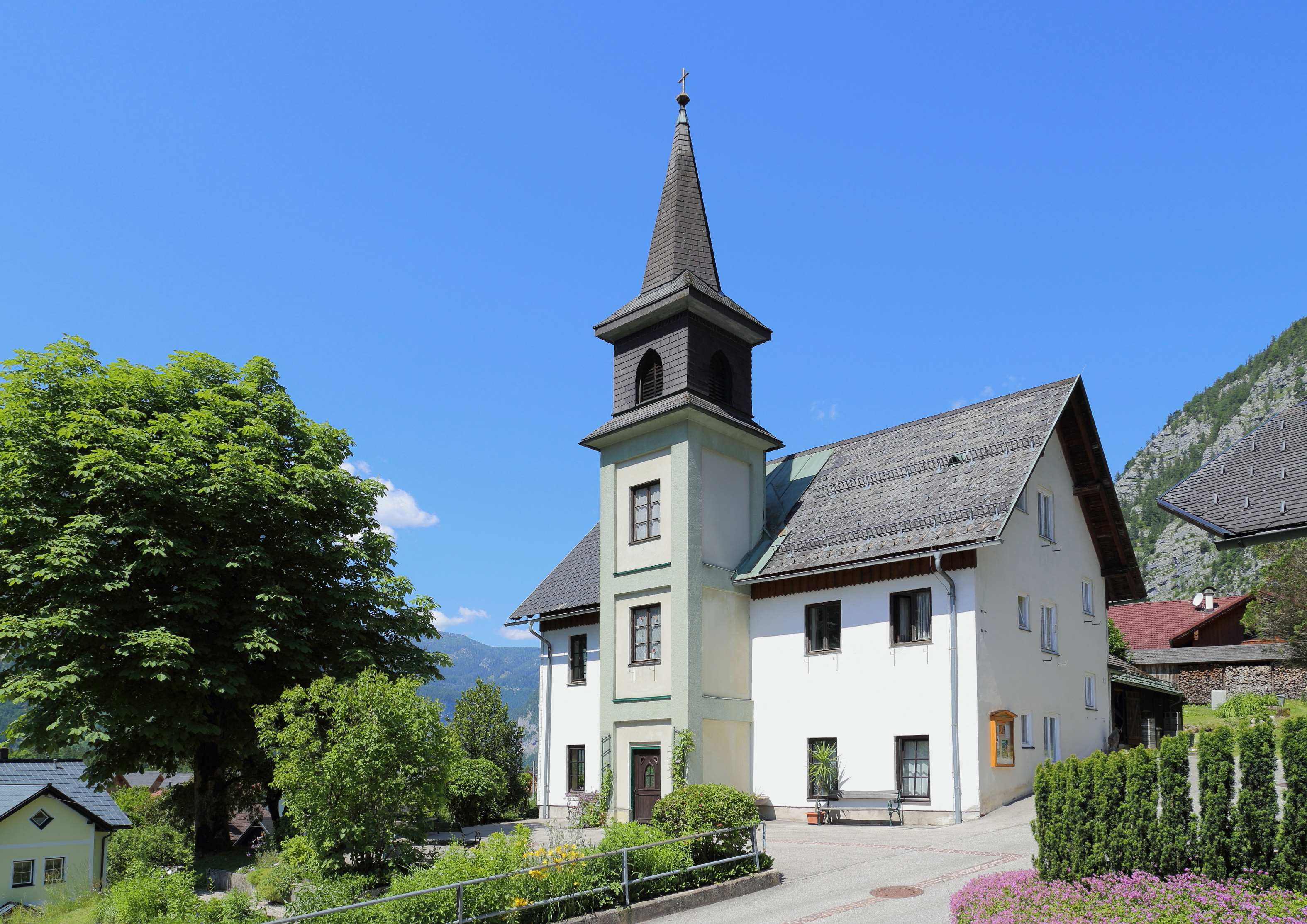
Evangelisches Bethaus Obertraun

## Geschichte der evangelischen Pfarrgemeinde
Um 1550 hatte die Reformation im Salzkammergut Einzug gehalten, ab etwa 1600 setzte die Gegenreformation ein, so dass der lutherische Glaube im Inneren Salzkammergut nur mehr als Geheimprotestantismus als „Untergrundkirche“ fortbestand. Nach Verkündung des Toleranzpatents von 1781 durch Kaiser Joseph II. bildeten sich die Toleranzgemeinde Goisern (1782), die Toleranzgemeinde Gosau (1784) und das Toleranzbethaus in Hallstatt (1785).
Von 1782 bis 1836 gehörten Hallstatt und Obertraun zum Pastorat Bad Goisern, 1837 erfolgte die Erhebung zur selbständigen Pfarre. Die Obertrauner mussten die Gottesdienste entweder in Privathäusern abhalten (Hausgottesdienste) oder den Hallstättersee mit Schiffen überqueren, um zum Hallstätter Toleranzbethaus (beziehungsweise ab 1863 zur Pfarrkirche) zu gelangen. Der evangelische Friedhof ist auf 1846 datiert, Katholiken werden erst seit 1878 in Obertraun begraben.
Im Jahr 1906 wurde unter Pfarrer Friedrich von Sattler das Schulgebäude grundlegend umgebaut und als Bethaus eingeweiht. 1920 trennten sich Hallstatt und Obertraun, die bis dahin einen Ort bildeten, in zwei selbständige politische Gemeinden. Kirchlich blieben die Gemeinden jedoch weiterhin vereint, daher ist Hallstatt Sitz der Pfarrkirche und Obertraun als Predigtstation eingerichtet. Die evangelische Pfarrkirche in Hallstatt und das evangelische Bethaus in Obertraun sind denkmalgeschützt.
Im Jahr 2006 wurde das Jubiläum 100 Jahre Bethaus Obertraun gefeiert.

## Das evangelische Schul- und Bethaus
Das Gebäude zählt zu den ältesten Häusern in Obertraun. Im Jahr 1774 wurde eine staatliche Trivialschule eröffnet. Zur Mitte des 19. Jahrhunderts stiftete die Fürstin von Hohenzollern-Hechingen 4.500 österreichische Gulden zur Einrichtung einer evangelischen Privat-Volksschule.
Das Schulgebäude wurde 1906 zum evangelischen Bethaus umgebaut, das von außen nicht die Architektur einer Kirche besitzt. Da es erst im 20. Jahrhundert gewidmet wurde, ist es kein Toleranzbethaus im Sinne des Toleranzpatents von 1781.
Im Jahr 2014 wurde das Bethaus vollständig renoviert.

## Demographische Besonderheit
Der aus den sieben politischen Gemeinden Bad Goisern, Bad Ischl, Ebensee, Gosau, Hallstatt, Obertraun und St. Wolfgang bestehende Gerichtsbezirk Bad Ischl verfügt über sieben evangelische Kirchengebäude. Ein so hoher Anteil evangelischer Gottesdienststätten wie im Salzkammergut wird nur in wenigen österreichischen Gebieten erreicht.
Die Bevölkerung von Obertraun ist etwa zur Hälfte protestantisch.